# Jan Hellner
Jan Hellner, född 28 oktober 1917 i Stockholm, död 10 juni 2002 i Engelbrekts församling i Stockholm, var en svensk jurist.
Jan Hellner blev jur.kand. 1941, jur.lic. 1949 och disputerade för doktorsgraden 1950 på avhandlingen Om obehörig vinst särskilt utanför kontraktsförhållanden. Samma år blev han docent vid Uppsala universitet. Han var professor i rättsvetenskap vid Handelshögskolan i Stockholm 1950–1953 och professor i försäkringsrätt vid Stockholms universitet 1953–1983, alltså i nästan 30 år, men fortsatte efter pensioneringen att verka som rättsvetenskapare fram till 2001. Som rättsvetenskaplig författare skrev han om bland annat avtalsrätt. Hellner medverkade i utredningsarbete rörande 36 § avtalslagen, köplagarna, kommissionslagen och räntelagen. Han var mycket produktiv under sin karriär och verksam i ett flertal juridiska discipliner.
Bland hans mest spridda skrifter märks standardverken Speciell avtalsrätt I Köprätt (senare utgiven av Jan Ramberg) och II Kontraktsrätt (senare uppdelad i 1 häftet, Särskilda avtal, och 2 häftet, Allmänna ämnen, nu utgivna av Richard Hager och Annina Persson), Skadeståndsrätt (nu utgiven av Marcus Radetzki), och boken Rättsteori. Den mera teoretiskt inriktade Metodproblem i rättsvetenskapen. Studier i förmögenhetsrätt är uppmärksammad inom den förmögenhetsrättsliga forskningen. Hellner har genom sitt författarskap även haft och har fortfarande stor inverkan på svensk försäkringsrätt. Den mycket omfattande boken Försäkringsrätt (1965) är fortfarande en auktoritet på området.
Hellner invaldes 1976 som ledamot av Kungliga Vetenskapsakademien. Han utnämndes till juris hedersdoktor vid Köpenhamns universitet 1973, vid Helsingfors universitet 1980, vid Universitetet i Oslo 1981, i Gent 1982 och i Budapest 1994.
Jan Hellner var son till justitierådet Johannes Hellner och hans hustru Agnes, född Ekman. De är alla begravda på Hemsjö kyrkogård.

## Utmärkelser
- Kommendör av Nordstjärneorden, 6 juni 1972.[1]